# Prosper Blanc
Pour les articles homonymes, voir Blanc.
Prosper Blanc, né le 21 juin 1873 à  Balmont, Saint-Martin-le-Châtel (Ain) et mort le 24 octobre 1949 à Bourg-en-Bresse (Ain), est agriculteur et un homme politique français.

## Biographie
Agriculteur, il entre en politique en devenant maire puis conseiller général de son village natal. De sensibilité radicale indépendante, il est élu député sous cette étiquette lors des élections législatives de 1928, puis en 1932, avant de se rapprocher de l'Alliance démocratique en 1936. À la Chambre, il siège à la Gauche radicale puis au groupe unifié de l'AD, l'Alliance des républicains de gauche et des radicaux indépendants.
Ses interventions à la Chambre des députés concernent essentiellement les questions agricoles. Il vote, le 10 juillet 1940, en faveur de la remise des pleins pouvoirs au Maréchal Pétain. Il ne retrouve pas de mandat de parlementaire après la Libération mais participe à la reconstruction de l'Alliance démocratique, dont il est membre du comité directeur.

## Sources
- « Prosper Blanc », dans le Dictionnaire des parlementaires français (1889-1940), sous la direction de Jean Jolly, PUF, 1960 [détail de l’édition]